# Decades
Decades es el séptimo álbum recopilatorio de la banda finlandesa Nightwish, salió a la venta el 9 de marzo de 2018 y el mismo día en la banda comenzó  la gira Decades: World Tour, la cual cuenta con un DVD en vivo cuya filmación fue en el Estadio Islas Malvinas en Buenos Aires, Argentina, el 30 de septiembre de 2018.

## Lista de canciones
CD 1

| N.º   | Título                      | Letras     | Música                    | Notas | Duración |  |
| 1.    | «The Greates Show on Earth» | Holopainen | Holopainen, Marko Hietala |       | 24:00    |  |
| 2.    | «Élan»                      | Holopainen | Holopainen                |       | 4:48     |  |
| 3.    | «My Walden»                 | Holopainen | Holopainen                |       | 4:38     |  |
| 4.    | «Storytime»                 | Holopainen | Holopainen                |       | 5:22     |  |
| 5.    | «I Want My Tears Back»      | Holopainen | Holopainen                |       | 5:07     |  |
| 6.    | «Amaranth»                  | Holopainen | Holopainen                |       | 3:51     |  |
| 7.    | «The Poet and the Pendulum» | Holopainen | Holopainen                |       | 14:00    |  |
| 8.    | «Nemo»                      | Holopainen | Holopainen                |       | 4:36     |  |
| 9.    | «Wish I Had an Angel»       | Holopainen | Holopainen                |       | 4:06     |  |
| 70:37 |                             |            |                           |       |          |  |

CD 2

| N.º   | Título                        | Letras     | Música                     | Notas | Duración |  |
| 1.    | «Ghost Love Score»            | Holopainen | Holopainen,                |       | 10:02    |  |
| 2.    | «Slaying the Dreamer»         | Holopainen | Holopainen, Emppu Vuorinen |       | 4:32     |  |
| 3.    | «End of All Hope»             | Holopainen | Holopainen                 |       | 3:55     |  |
| 4.    | «10th Man Down»               | Holopainen | Holopainen                 |       | 5:24     |  |
| 5.    | «The Kinslayer»               | Holopainen | Holopainen                 |       | 3:59     |  |
| 6.    | «Dead Boy's Poem»             | Holopainen | Holopainen                 |       | 6:52     |  |
| 7.    | «Gethsemane»                  | Holopainen | Holopainen                 |       | 5:22     |  |
| 8.    | «Devil & the Deep Dark Ocean» | Holopainen | Holopainen                 |       | 4:46     |  |
| 9.    | «Sacrament of Wilderness»     | Holopainen | Vuorinen, Holopainen       |       | 4:14     |  |
| 10.   | «Sleeping Sun»                | Holopainen | Holopainen                 |       | 4:33     |  |
| 11.   | «Elvenpath»                   | Holopainen | Holopainen                 |       | 4:42     |  |
| 12.   | «The Carpenter»               | Holopainen | Holopainen                 |       | 6:00     |  |
| 13.   | «Nightwish (demo)»            | Holopainen | Holopainen                 |       | 5:48     |  |
| 70:54 |                               |            |                            |       |          |  |

## Miembros
- Floor Jansen – Voz (canciones 1–3 en CD 1)
- Anette Olzon – Voz (canciones 4–7 en CD 1)
- Tarja Turunen – Voz (canciones 8 y 9 en CD 1, canciones 1–13 en CD 2)
- Tuomas Holopainen – Teclados, Voz de respaldo (canción 12 en CD 2)
- Emppu Vuorinen – Guitarras, bajo (canciones 11 y 12 en CD 2)
- Marco Hietala – Bajo, Voz(canciones 1–9 en CD 1, canciones 1–3 en CD 2)
- Sami Vänskä – Bajo (en CD 2, canciones 4–10)
- Troy Donockley – Bodhran, Uilleann pipes, y Whistle, voz (canción 3 en CD 1), voz de respaldo (canción 2 en CD 1)
- Kai Hahto – batería (canciones 1–3 en CD 1)
- Jukka Nevalainen – batería (canciones 4–9 en CD 1, canciones 1–13 en CD 2)

## Lista de posiciones
| Gráfica(2018)                       | Pico de posición |
| ----------------------------------- | ---------------- |
| Austria (Ö3 Austria)                | 19               |
| Bélgica (Ultratop flamenca)         | 25               |
| Bélgica (Ultratop valona)           | 59               |
| República Checa (ČNS IFPI)          | 11               |
| Países Bajos (Album Top 100)        | 68               |
| Finlandia (Suomen Virallinen Lista) | 1                |
| Alemania (Offizielle Top 100)       | 5                |
| Hungría (MAHASZ)                    | 24               |
| Italian Albums (FIMI)               | 76               |
| Polonia (ZPAV)                      | 43               |
| Escocia (Scottish Albums Chart)     | 34               |
| Suiza (Schweizer Hitparade)         | 7                |
| Reino Unido (UK Albums Chart)       | 62               |
| Estados Unidos (Billboard 200)      | 119              |